# Gypaetinae
De Gypaetinae vormen een onderfamilie van havikachtigen (Accipitridae). Er is geen consensus over de indeling in onderfamilies en welke geslachten tot deze onderfamilie behoren. Volgens Catanach et al 2024 kunnen de hierna volgende geslachten hiertoe worden gerekend.
- Geslacht Gypaetus
- Geslacht Gypohierax
- Geslacht Neophron

De soorten uit deze geslachten en die uit de onderfamilie Aegypiinae vormen samen de categorie gieren van de Oude Wereld.

## Verwantschap
De Gypaetinae zijn verwant aan de Perninae, die de wespendieven en bepaalde soorten wouwen omvatten. De Aegypiinae daarentegen zijn nauwer verwant aan de arenden.

## Ontwikkeling
De vroege ontwikkeling van de Gypaetinae lijkt samen te hangen met de uitbreiding van de graslanden over de noordelijke continenten in het Mioceen. Vroege vormen zijn Mioneophron uit oostelijk Azië en Arikarornis uit Noord-Amerika. De Gypaetinae waren een succesvolle groep in Noord-Amerika met naast Arikarornis ook Palaeoborus, Anchigyps en meerdere soorten behorend tot het geslacht Neophrontops. Daarnaast is een fossiel van een gier uit de Gypaetinae gevonden in Mene de Inciarte in Venezuela. Het uitsterven van de megafauna na het Laat-Pleistoceen heeft mogelijk een rol gespeeld in het uitsterven van de Gypaetinae in Amerika door een afgenomen aantal grote kadavers. Tegenwoordig komen de Gypaetinae voor in zuidelijk Europa, Afrika en het zuidwesten van Azië.
Echte haviken en sperwers (Accipitrinae) · Gieren van de Oude Wereld (Aegypiinae) · Echte arenden (Aquilinae) · Buizerdachtigen (Buteoninae) · Slangenarenden (Circaetinae) · Kiekendieven (Circinae) · Grijze wouwen en verwanten (Elaninae) · Gieren van de Oude Wereld (Gypaetinae) · Tandwouw en verwanten (Harpaginae) · Harpij-achtigen (Harpiinae) · Grijskophavik en verwanten (Lophospizinae) · Zanghaviken (Melieraxinae) · Wespendieven en verwanten (Perninae)